# Erik Seidel (Pokerspieler)
Erik Seidel (* 6. November 1959 in New York City, New York) ist ein professioneller US-amerikanischer Pokerspieler.
Seidel ist einer der populärsten und besten Pokerspieler der Welt. Er ist zehnfacher Braceletgewinner der World Series of Poker und siegte je einmal beim Main Event der World Poker Tour, beim Super High Roller der European Poker Tour, bei der A$250.000 Challenge der Aussie Millions Poker Championship sowie bei der National Heads-Up Poker Championship. Mit mehr als 45,5 Millionen US-Dollar an Turnierpreisgeldern ist er der neunterfolgreichste Pokerspieler weltweit. Der Amerikaner stand insgesamt 15 Wochen an der Spitze der Pokerweltrangliste, zuletzt im Februar 2012. Er ist seit 2010 Mitglied der Poker Hall of Fame und wurde 2019 als einer der 50 besten Spieler der Pokergeschichte genannt.

## Persönliches
Seidel besuchte in seiner Heimatstadt New York City das Brooklyn College und studierte anschließend Liberal Arts am Hunter College. In New York lernte er im Mayfair Club das Brettspiel Backgammon und spielte es daraufhin acht Jahre lang professionell. Zudem versuchte der Amerikaner sein Glück an der Wall Street, bevor er erfolgreich ins Pokergeschäft einstieg. Er ist verheiratet und Vater zweier Töchter. Seidel lebt in Las Vegas.

## Pokerkarriere

### 1988–1994: Gewinn seiner ersten drei Bracelets
Zu Beginn seiner Karriere gehörte Seidel dem „Mayfair Club“ an, einer Gruppe von Pokerspielern, zu der auch Howard Lederer, Dan Harrington und Mickey Appleman zählten.
Seine erste Geldplatzierung bei einem Live-Turnier erzielte der Amerikaner Mitte Mai 1988 bei der World Series of Poker (WSOP) im Binion’s Horseshoe in Las Vegas. Dort erreichte er im Main Event das finale Heads-Up gegen Johnny Chan. Seidel verlor das Duell, das Bestandteil des Spielfilms Rounders ist, und erhielt für seinen zweiten Platz ein Preisgeld von 280.000 US-Dollar. Im August 1988 gewann er ein Turnier im Bicycle Casino in Los Angeles und sicherte sich eine Siegprämie von 144.000 US-Dollar. Bei der WSOP 1991 wurde er bei einem Event der Variante Limit Hold’em Zweiter, was ihm 105.000 US-Dollar einbrachte. Im Januar 1992 belegte der Amerikaner bei einem Turnier des Queens Poker Classic im Four Queens Hotel & Casino in Las Vegas den mit 100.000 US-Dollar dotierten zweiten Platz. Bei der WSOP 1992 setzte er sich bei einem in Limit Hold’em gespielten Event durch und erhielt ein Bracelet sowie den Hauptpreis von 168.000 US-Dollar. Im Jahr darauf gewann er bei der WSOP 1993 ein Turnier der Variante Limit Omaha Hi-Lo, wofür er 94.000 US-Dollar sowie sein zweites Bracelet erhielt. Auch bei der WSOP 1994 war Seidel bei einem Turnier siegreich und entschied ein Event in Limit Hold’em für sich, was mit seinem dritten Bracelet und 210.000 US-Dollar vergütet wurde.
Ende des Jahres 1994 lagen seine Turniergewinne bei knapp 1,5 Millionen US-Dollar.

### 1995–2001: Mehrere WSOP-Finaltische und zwei weitere Bracelets
Im März 1995 erzielte Seidel im Aviation Club de France in Paris seine erste Geldplatzierung außerhalb der Vereinigten Staaten. Bei der WSOP 1997 erreichte er drei Finaltische im Limit Hold’em und sicherte sich dadurch Preisgelder von mehr als 150.000 US-Dollar. Im Mai 1998 gewann er bei der WSOP 1998 ein Turnier der Variante No-Limit 2-7 Lowball Draw, wofür der Amerikaner über 130.000 US-Dollar und sein viertes Bracelet erhielt. Ein Jahr später erreichte er beim Main Event der WSOP 1999 den Finaltisch, den er auf dem mit rund 280.000 US-Dollar dotierten vierten Platz beendete. Bei der WSOP 2001 setzte sich Seidel in der Variante No Limit Hold’em gegen 381 andere Spieler durch und sicherte sich Bracelet Nummer fünf sowie erstmals mehr als 400.000 US-Dollar Preisgeld.
Insgesamt hatte er sich bis Jahresende 2001 Turnierpreisgelder von knapp 3 Millionen US-Dollar erspielt.

### 2002–2006: Zwei Bracelets sowie vier Turniersiege im Hotel Bellagio

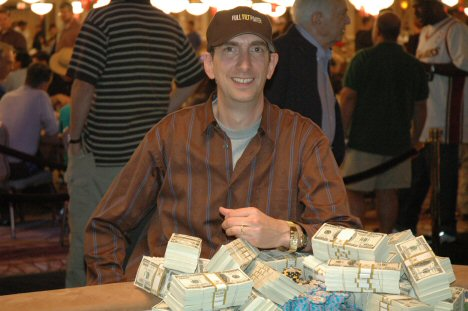
Seidel nach dem Gewinn seines siebten Bracelets bei der WSOP 2005

Im Januar 2002 belegte der Amerikaner bei den World Poker Open in Tunica hinter Humberto Brenes den zweiten Platz und erhielt knapp 260.000 US-Dollar. Im Hotel Bellagio am Las Vegas Strip gewann Seidel im Juli 2002 ein mit gemischten Varianten gespieltes Event mit einem Hauptpreis von über 45.000 US-Dollar. Mitte Dezember 2002 wurde er beim Main Event der United States Poker Championship in Atlantic City Zweiter, was mit 124.200 US-Dollar bezahlt wurde. Bei den Euro Finals of Poker in Paris landete der Amerikaner im Februar 2003 ebenfalls auf dem zweiten Rang und erhielt mehr als 60.000 Euro. Bei der WSOP 2003 gewann er sein sechstes Bracelet im Pot Limit Omaha und wurde rund drei Wochen später Dritter bei einem Event in No Limit Hold’em. Insgesamt erzielte er während der Turnierserie vier Geldplatzierungen und erspielte sich Preisgelder von knapp 280.000 US-Dollar. Mitte September 2003 beendete Seidel das Main Event der United States Poker Championship in Atlantic City als Zweiter für mehr als 220.000 US-Dollar. Im Hotel Bellagio gewann er Mitte Dezember 2003 ein Turnier des Five Diamond World Poker Classic mit einer Siegprämie von knapp 100.000 US-Dollar und Anfang Juli 2004 ein Event des Festa al Lago mit einem Hauptpreis von rund 175.000 US-Dollar. Mitte Oktober 2004 setzte sich der Amerikaner erneut bei einem Turnier des Festa al Lago durch, wofür er knapp 220.000 US-Dollar erhielt. Im Dezember 2004 erreichte er beim Main Event der World Poker Tour (WPT) im Hotel Bellagio den Finaltisch und belegte den mit 165.000 US-Dollar dotierten vierten Platz. Bei der mittlerweile im Rio All-Suite Hotel and Casino am Las Vegas Strip ausgetragenen WSOP 2005 sicherte er sich mit einem Turniersieg in No Limit Hold’em sein siebtes Bracelet und sein bis dahin höchstes Preisgeld von über 610.000 US-Dollar.
Seidels bei Turnieren erspielten Preisgelder lagen Ende 2006 bei über 6 Millionen US-Dollar.

### 2007–2010: Achtes Bracelet und WPT-Titel

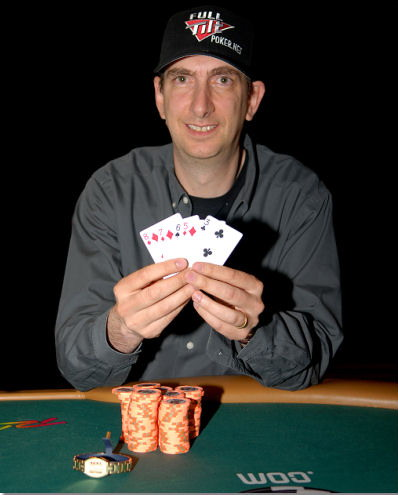
Seidel nach dem Gewinn seines achten Bracelets bei der WSOP 2007

Mitte Januar 2007 belegte der Amerikaner bei der A$100.000 Challenge der Aussie Millions Poker Championship in Melbourne den zweiten Rang und erhielt 550.000 Australische Dollar. Bei der WSOP 2007 gewann er bei der Weltmeisterschaft in No-Limit 2-7 Lowball Draw sein achtes Bracelet sowie knapp 540.000 US-Dollar. Mitte Januar 2008 wurde Seidel beim Main Event der Aussie Millions Zweiter, was mit einer Million Australischen Dollar vergütet wurde. In Mashantucket setzte er sich im April 2008 beim WPT-Main-Event gegen 345 andere Spieler durch und erhielt den Hauptpreis von knapp einer Million US-Dollar. Bei der WSOP 2008 saß der Amerikaner zweimal am Finaltisch, im Jahr darauf erreichte er bei der WSOP 2009 drei Finaltische. Mitte Juli 2009 wurde er beim Main Event der WPT im Hotel Bellagio Sechster, wofür er knapp 165.000 US-Dollar erhielt. Bei den Aussie Millions gewann Seidel Ende Januar 2010 ein Turnier in Pot Limit Omaha mit einer Siegprämie von 120.000 Australischen Dollar. Im März 2010 erreichte er bei der National Heads-Up Poker Championship im Caesars Palace am Las Vegas Strip das Finale und wurde dort von Annie Duke auf den mit 250.000 US-Dollar dotierten zweiten Platz verwiesen. Bei der WSOP 2010 kam der Amerikaner erneut an drei Finaltische und sicherte sich während der Turnierserie insgesamt Preisgelder von rund 160.000 US-Dollar. Im November 2010 wurde er in die Poker Hall of Fame aufgenommen.
Zum Jahresende 2010 lag die Summe seiner gewonnenen Turnierpreisgelder bei knapp 10,5 Millionen US-Dollar.

### 2011–2014: Gewinn der A$250.000 Challenge und der National Heads-Up Poker Championship

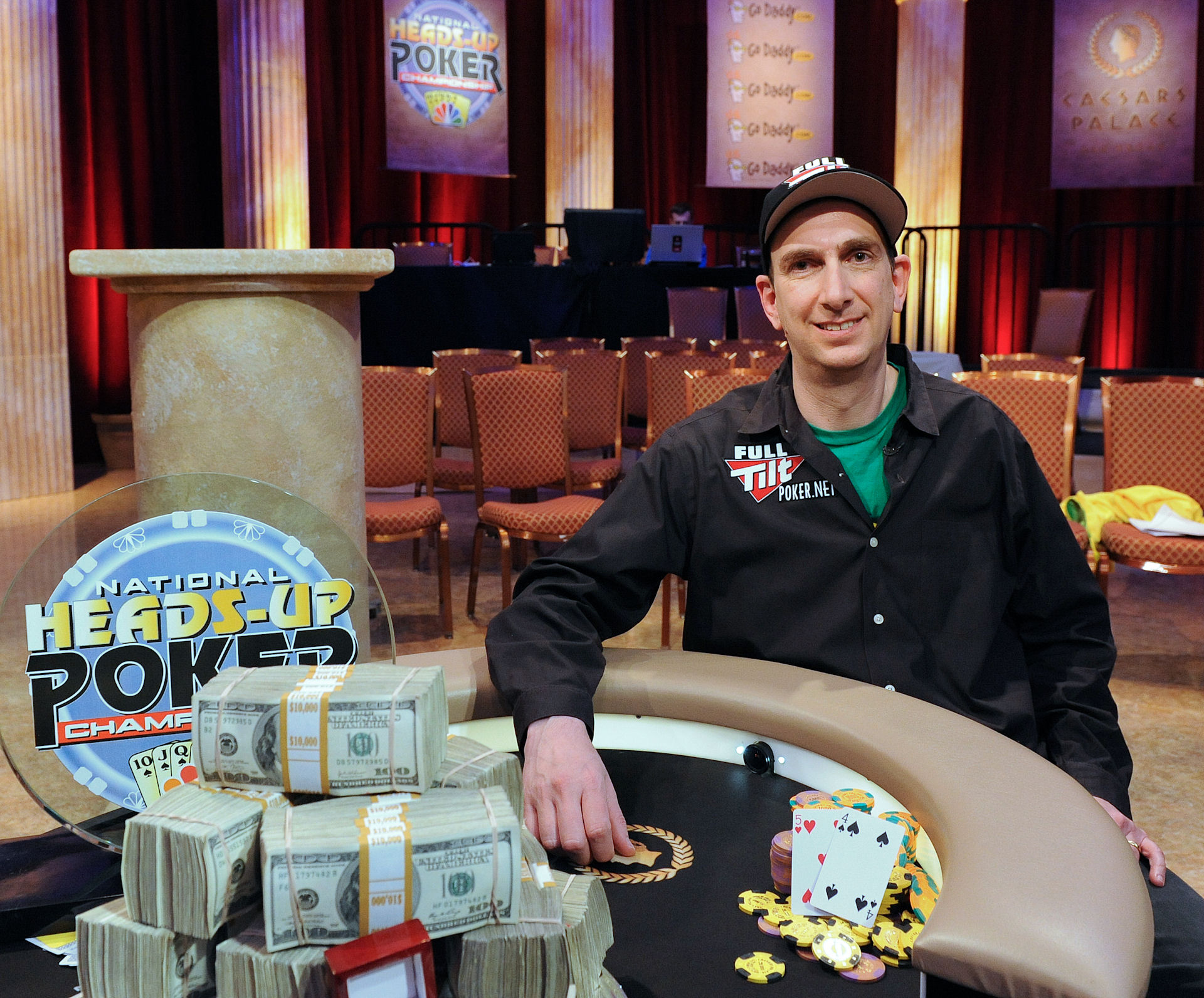
Seidel nach dem Gewinn der National Heads-Up Poker Championship (2011)

Mitte Januar 2011 wurde der Amerikaner beim High Roller des PokerStars Caribbean Adventures (PCA) auf den Bahamas Vierter, wofür er knapp 300.000 US-Dollar erhielt. Ende desselben Monats belegte er bei der A$100.000 Challenge der Aussie Millions den mit 625.000 Australischen Dollar dotierten dritten Platz. Anschließend gewann er die A$250.000 Challenge der Turnierserie und sicherte sich eine Siegprämie von 2,5 Millionen Australischen Dollar, die das höchste gewonnene Preisgeld in Seidels Pokerkarriere darstellt. Anfang März 2011 erreichte er, wie im Vorjahr, das Finale der National Heads-Up Poker Championship. Dort setzte er sich gegen Chris Moneymaker durch und erhielt den Hauptpreis von 750.000 US-Dollar. Anschließend stand Seidel für kurze Zeit das bislang einzige Mal in seiner Karriere an der Spitze der All Time Money List. Mitte Mai 2011 gewann der Amerikaner das Super High Roller des Five Star World Poker Classic im Hotel Bellagio, was ihm mehr als eine Million US-Dollar einbrachte. Beim Main Event der Epic Poker League gelangte er im August und September 2011 jeweils an den Finaltisch und sicherte sich aufgrund eines zweiten und eines vierten Platzes Preisgelder von knapp 800.000 US-Dollar. Im Anschluss übernahm der Amerikaner erstmals die Führung der Pokerweltrangliste und hielt sich bis Februar 2012 für insgesamt 15 Wochen an der Spitze. Mitte August 2012 landete er beim Super High Roller der European Poker Tour in Barcelona auf dem fünften Rang und erhielt rund 215.000 Euro. Im Februar 2013 beendete er die A$25.000 Challenge der Aussie Millions als Dritter für 125.000 Australische Dollar, beim WPT-Main-Event in San José, Kalifornien, wurde er Anfang März 2013 Vierter für knapp 300.000 US-Dollar. Beim EPT Super High Roller in Barcelona Anfang September 2013 saß er, wie im Jahr zuvor, am Finaltisch und sicherte sich mit Erreichen des zweiten Platzes 557.100 Euro. Beim High Roller des Five Diamond World Poker Classic wurde er im Dezember 2013 ebenfalls Zweiter, was mit rund 650.000 US-Dollar bezahlt wurde. Im Februar 2014 beendete Seidel die A$100.000 Challenge der Aussie Millions auf dem mit mehr als einer Million Australischen Dollar dotierten dritten Rang. Bei der WSOP 2014 erzielte er sieben Geldplatzierungen. Anfang Juli 2014 belegte er bei einem 100.000 US-Dollar teuren Turnier im Hotel Bellagio den vierten Platz und erhielt knapp 370.000 US-Dollar.
Bis zum Jahresende 2014 erspielte sich Seidel bei Turnieren Preisgelder von knapp 21 Millionen US-Dollar.

### 2015–2017: Triumph beim EPT Super High Roller und zwei Finaltische beim Super High Roller Bowl
Das Jahr 2015 begann Seidel mit zwei Finaltischen bei den Aussie Millions: Er belegte den sechsten Platz bei der A$100.000 Challenge und wurde Fünfter bei der A$250.000 Challenge, was zusammen mit über einer Million Australischen Dollar vergütet wurde. Anfang Mai 2015 gewann er das EPT Super High Roller in Monte-Carlo mit einer Siegprämie von mehr als 2 Millionen Euro. Im Aria Resort & Casino am Las Vegas Strip erreichte er im Juli 2015 bei der ersten Austragung des Super High Roller Bowls den Finaltisch und erhielt für seinen siebten Platz ein Preisgeld von 860.000 US-Dollar. Mitte Oktober 2015 saß der Amerikaner beim Main Event der in Berlin ausgespielten World Series of Poker Europe am Finaltisch und wurde Siebter bei einer Auszahlung von 100.000 Euro. Das PCA High Roller im Januar 2016 beendete er auf dem mit rund 300.000 US-Dollar dotierten fünften Platz. Im Juni 2016 kam er beim Super High Roller Bowl erneut an den Finaltisch. Dort belegte er hinter den deutschen Spielern Rainer Kempe und Fedor Holz den dritten Rang, der Seidel 2,4 Millionen US-Dollar einbrachte. Bei regelmäßig ausgespielten Pokerturnieren im Aria Resort & Casino erzielte er vor allem von Juli 2016 bis Mai 2017 häufig Geldplatzierungen und gewann dadurch in diesem Zeitraum Preisgelder von rund 1,8 Millionen US-Dollar. Ende April 2017 wurde er bei einem Side-Event der EPT in Monte-Carlo Dritter und erhielt 423.800 Euro. Bei der ersten Austragung der Poker Masters Mitte September 2017 im Aria Resort & Casino gelangte der Amerikaner beim dritten Turnier an den Finaltisch und belegte den mit 576.000 US-Dollar dotierten zweiten Platz.
Ende des Jahres 2017 lagen seine Turniergewinne bei mehr als 33 Millionen US-Dollar.

### 2018–2021: Hochdotierte Turnierergebnisse und neuntes Bracelet
Im April 2018 saß Seidel bei zwei Super-High-Roller-Events der partypoker Millions in Barcelona am Finaltisch und sicherte sich 540.000 Euro. Bei der EPT in Monte-Carlo kam er Anfang Mai 2018 dreimal in die bezahlten Ränge und erzielte Preisgelder von über 250.000 Euro. Im Mai 2019 belegte er beim Main Event der Triton Poker Series im montenegrinischen Budva den mit umgerechnet rund 440.000 US-Dollar dotierten siebten Platz. Im Rahmen der 50. Austragung der World Series of Poker wurde Seidel im Juni 2019 als einer der 50 besten Spieler der Pokergeschichte genannt. Bei der Turnierserie erreichte er siebenmal die Geldränge und gewann sein höchstes Preisgeld von knapp 265.000 US-Dollar aufgrund eines sechsten Platzes beim Pot-Limit Omaha High Roller. Mitte November 2019 gelangte der Amerikaner beim Super High Roller Bowl Bahamas an den Finaltisch und wurde Vierter, was ihm ein Preisgeld von knapp 1,3 Millionen US-Dollar einbrachte. Aufgrund der globalen COVID-19-Pandemie erzielte er anschließend nur selten Live-Resultate, dafür erreichte er von Juli bis September 2020 bei der erstmals ausgespielten World Series of Poker Online auf den Onlinepoker-Plattformen WSOP.com und GGPoker insgesamt 15 Geldplatzierungen. Mitte August 2021 setzte sich Seidel beim Super Million$ High Roller der World Series of Poker Online auf GGPoker durch und sicherte sich den Hauptpreis von knapp einer Million US-Dollar sowie sein neuntes Bracelet.
Bis Jahresende 2021 lag das von Seidel erspielte Preisgeld bei rund 38,5 Millionen US-Dollar.

### Seit 2022: Bracelet Nummer 10
Bei den US Poker Open im Aria Resort & Casino gewann Seidel Ende März 2022 das neunte Turnier mit einer Siegprämie von 472.500 US-Dollar und damit erstmals seit über sieben Jahren wieder ein Live-Turnier. Bei der EPT Barcelona belegte er Mitte August 2022 beim Super High Roller den zweiten Platz und erhielt eine Auszahlung von knapp 1,3 Millionen Euro. Im Dezember 2023 entschied der Amerikaner das Super High Roller der erstmals ausgetragenen World Series of Poker Paradise für sich. Damit wurde er zum fünften Spieler mit mindestens 10 Bracelets und sicherte sich über 1,7 Millionen US-Dollar.

### Preisgeldübersicht
Seidel durchbrach im März 2010 die Marke von 10 Millionen US-Dollar an kumulierten Turnierpreisgeldern. Ab März 2011 war er kurzzeitig der nach Turnierpreisgeldern erfolgreichste Pokerspieler, mittlerweile rangiert er auf dem neunten Platz.
| Jahr   | Preisgeld (in $) | Turniersiege |
| ------ | ---------------- | ------------ |
| 1988   | 424.000          | 1            |
| 1989   | 11.600           | 0            |
| 1990   | 23.010           | 0            |
| 1991   | 114.465          | 0            |
| 1992   | 270.396          | 1            |
| 1993   | 163.685          | 1            |
| 1994   | 364.226          | 2            |
| 1995   | 163.347          | 1            |
| 1996   | 75.786           | 0            |
| 1997   | 197.950          | 1            |
| 1998   | 258.360          | 3            |
| 1999   | 292.168          | 0            |
| 2000   | 46.959           | 0            |
| 2001   | 468.249          | 1            |
| 2002   | 556.024          | 2            |
| 2003   | 815.679          | 2            |
| 2004   | 762.872          | 3            |
| 2005   | 887.879          | 1            |
| 2006   | 125.356          | 0            |
| 2007   | 1.126.371        | 1            |
| 2008   | 2.200.333        | 1            |
| 2009   | 469.682          | 0            |
| 2010   | 536.615          | 2            |
| 2011   | 6.530.153        | 4            |
| 2012   | 271.774          | 0            |
| 2013   | 2.117.840        | 0            |
| 2014   | 1.536.876        | 0            |
| 2015   | 5.093.702        | 2            |
| 2016   | 5.108.412        | 0            |
| 2017   | 2.264.003        | 0            |
| 2018   | 1.323.546        | 0            |
| 2019   | 2.480.650        | 0            |
| 2020   | 666.155          | 0            |
| 2021   | 697.508          | 0            |
| 2022   | 3.772.411        | 1            |
| 2023   | 3.442.976        | 1            |
| 2024   | 31.200           | 0            |
| gesamt | 45.692.218       | 31           |

### Braceletübersicht

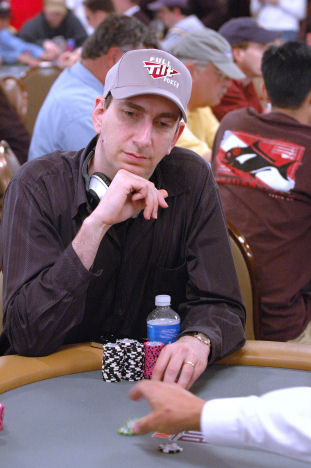
Seidel bei der WSOP 2006

Seidel kam bei der WSOP 150-mal ins Geld und gewann zehn Bracelets:
| Jahr   | Buy-in (in $) | Turnier                                        | Teilnehmer | Preisgeld (in $) |
| ------ | ------------- | ---------------------------------------------- | ---------- | ---------------- |
| 1992 O | 02.500        | Limit Hold’em                                  | 0168       | 0.168.000        |
| 1993 O | 02.500        | Limit Omaha Hi-Lo                              | 0094       | 0.094.000        |
| 1994 O | 05.000        | Limit Hold’em                                  | 0105       | 0.210.000        |
| 1998 O | 05.000        | No-Limit 2-7 Lowball Draw                      | 0026       | 0.132.750        |
| 2001 O | 03.000        | No-Limit Hold’em                               | 0382       | 0.411.300        |
| 2003 O | 01.500        | Pot-Limit Omaha (Rebuy)                        | 0117       | 0.146.100        |
| 2005 O | 02.000        | No-Limit Hold’em                               | 1403       | 0.611.795        |
| 2007 O | 05.000        | No-Limit 2-7 Lowball Draw Championship (Rebuy) | 0078       | 0.538.835        |
| 2021 O | 10.000        | GGPoker.com – Super Million$ High Roller NLH   | 0624       | 0.977.842        |
| 2023 P | 50.000        | Super High Roller No-Limit Hold’em             | 0137       | 1.704.400        |